# Sky Carron
Schuyler Antony Carron, detto Sky (Lyon Mountain, 24 agosto 1921 – Plattsburgh, 15 giugno 1964), è stato un bobbista statunitense.

## Biografia
Ai V Giochi olimpici invernali (edizione disputatasi nel 1948 a Sankt Moritz, Svizzera) vinse la medaglia di bronzo nel Bob a due con il connazionale Fred Fortune partecipando per la nazionale statunitense I, meglio di loro le due nazionali svizzere (medaglia d'argento e medaglia d'oro).
Il tempo totalizzato fu di 5:35,3 con un distacco considerevole dalle altre due posizioni: 5:30,4, e 5:29,2.